# Marian Lens
Marian Lens (Lovaina 26 de mayo de 1959) es una socióloga, lesbiana y feminista desde los años 80. Ha publicado numerosos artículos y dado conferencias sobre política y literatura lésbica, feminista y LGBTQI+.

## Biografía
Estudió en la ULB y se convirtió en socióloga. Su tesis se centra en el constructivismo social en torno al género; en ella explica que las diferencias entre hombres y mujeres no son naturales, sino que son una construcción social. Fue una pionera en cuanto a la reflexión sobre el género y la deconstrucción de estereotipos.
En 1985 abrió la librería Artemys, la primera librería de perfil lésbico y la tercera librería feminista de Bélgica, "The Place to Be" para lesbianas en Bélgica, y la primera asociación belga con estatutos explícitos de lesbianas (1985-2002). Esta librería internacional y trilingüe (inglés, francés y neerlandés) se convirtió rápidamente en un destino clave para las europeas. Artemys fue también una de las librerías feministas más longevas del mundo y, durante mucho tiempo, la única librería con perfil lésbico de Europa. En la librería, Lens acogía y cuidaba a los recién llegados a la comunidad LGBT, a menudo ofreciéndoles apoyo psicológico o jurídico, facilitándoles contactos y orientándoles hacia médicos de mentalidad abierta, protegiendo, como la diosa griega cuyo nombre tomó prestado, a las mujeres y a los jóvenes abandonados.
En aquel momento, recibía regularmente amenazas y cartas agresivas, pero no cedió al miedo, habiendo manifestado claramente que no tenía intención de volver al armario.
Es una de las seis fundadoras de Rainbow House en Bruselas en 2001, que reúne a asociaciones LGBT+ de la ciudad.
Desde 2013 dirige visitas guiadas en Bruselas para dar a conocer la historia local e internacional, pasada y presente, de las mujeres y las comunidades lgtbi.